# Ониси, Ёсинори
Ёсинори Ониси (яп. 大西 克禮 О:ниси Ёсинори, 4 октября 1888 — 6 февраля 1959, Токио, Япония) — один из ведущих философов 1930—1950-х годов в Японии. Занимался сравнительными исследованиями восточной и западной эстетики в рамках систематической эстетики. Его деятельность во много связана с поворотом Тайсё, когда после повсеместного увлечения западными идеями японские интеллектуалы снова обратились к «родным корням». В этот период Ониси начал систематизировать традиционное японское эстетическое сознание, продолжив свои исследования в эпоху Сёва. Главным его достижением можно назвать разворачивание идеи югэна, а также демонстрацию того факта, что «эмоция производит тот объект, который должен быть постигнут интуитивно».
Под влиянием неокантианца Г. Когена, Ониси утверждал, что вся система эстетики должна выводиться из априорного принципа, составляющего «эстетический опыт».

## Биография
С 1922 по 1927 гг. читал спецкурс по эстетике Нового времени в Токийском Императорском университете, который впоследствии лег в основу его книги «Проблемы современной эстетики».
Позже Ониси отправился в Германию, по возвращении из которой в 1930 году выпустил перевод «Критики чистого разума». В 1931 году вышла его статья «Критика способности суждения Канта».
В 1939 году Ониси публикует свое программное произведение «Югэн и аварэ», продолжением которого стали книги «Теория красоты» (1940) и «Природное чувство в Манъёсю» (1941).
В 1943 году вышла статья «Типология природного чувства», а в 1944 «Эстетические и художественные взгляды романтизма».

## Югэн и Аварэ

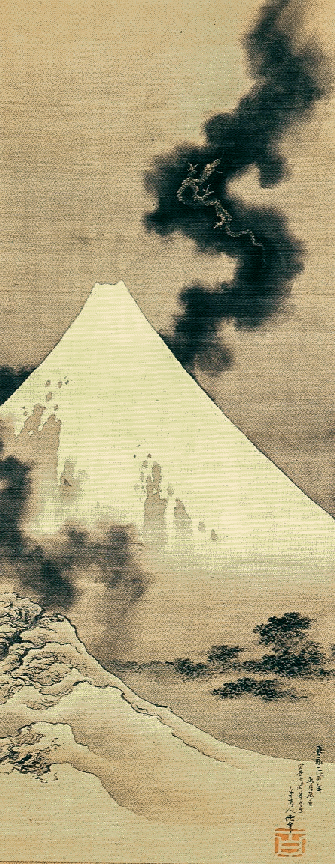
Кацусика Хокусай

В этой работе Ониси осуществляет философско-теоретическую интерпретацию национальной художественной традиции Японии. Он останавливается на двух ключевых понятиях: югэн и аварэ.
Смыслы югэна (幽玄):
1. Спрятанность, сокрытость важного внутреннего содержания при скромной и неясной внешней форме;
2. Своего рода неясность, смутность, полусвет или полутьма;
3. Ощущение тишины, спокойствия, безмолвия, сопровождающее сокрытость в общем понимании югэна. Но, наряду с этим, присутвутет и указание на красоту заброшенности и вызывающего слезы осеннего бесцветного и беззвучного вечернего пейзажа;
4. Глубина, ощущение «глубинной дали», — не имеет ничего общего с просто темпоральным или пространственным расстоянием, здесь присутствует особый духовный смысл, как и в случае с глубокой и трудной для понимания идеей «югэн подобен дхарме»;
5. Полнота — содержание всего, что имеет отношение к югэну, не просто сокрыто, смутно и труднопостижимо; в этих феноменах сконцентрировано нечто бесконечно великое, значительное, труднообъяснимое. Что-то невероятно значительно, весомое, мощное в сочетании с возвышенным и величественным;

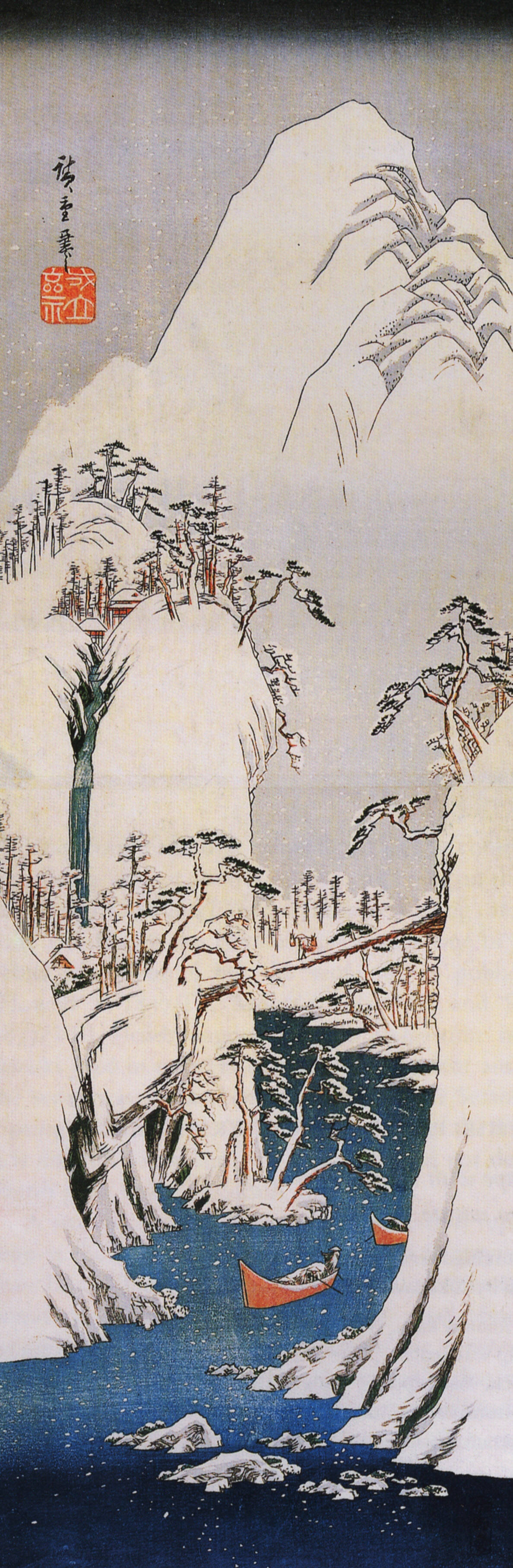
Утагава Хиросигэ

6. Мистический, надприродный, сверхъестественный;
7. «Чудесная покорность глубокому очарованию» (мистико-эстетическое настроение ёдзе: «Это как заблудиться и ночевать вдали от дома» Сётэцу).
Аварэ:
В этом понятии заключены два противоречащих друг другу смысла, две ценности: превосходство и печаль (сострадание), фонетически выраженных одним словом. В целом, аварэ выражает эмоциональный подход, снабженный общим психологическим условием эстетического сознания. Это то, что Мориц Гейгер назвал «созерцанием», а именно сохранением дистанции между субъектом и объектом, оборачивающейся восхищением.
Опираясь на исследования Мотоори Норинага, Ониси прослеживает развитие понятия «аварэ», следующего курсом объективного содержания:
1. Чисто психологический смысл;
2. Понимающе-психологический смысл (как бы находясь в поиске эмоционального содержания по направлению к универсально-эстетическому смыслу) — работа субъекта снимает специфическое эмоциональное содержание «печали», «скорби» или «жалости»;
3. «Мировая скорбь» — добавляются интеллектуально-созерцательные моменты и восклицания, так как такой подход становится ближе к универсальному эстетическому сознанию. Субъективный подход в опыте аварэ в его общеэстетическом смысле опять переворачивается, вовлекая в отношения с особым объектом или ситуацией, напоминающей «печаль», «скорбь или жалость» как особых эмоций.